# Morrhår (metallurgi)

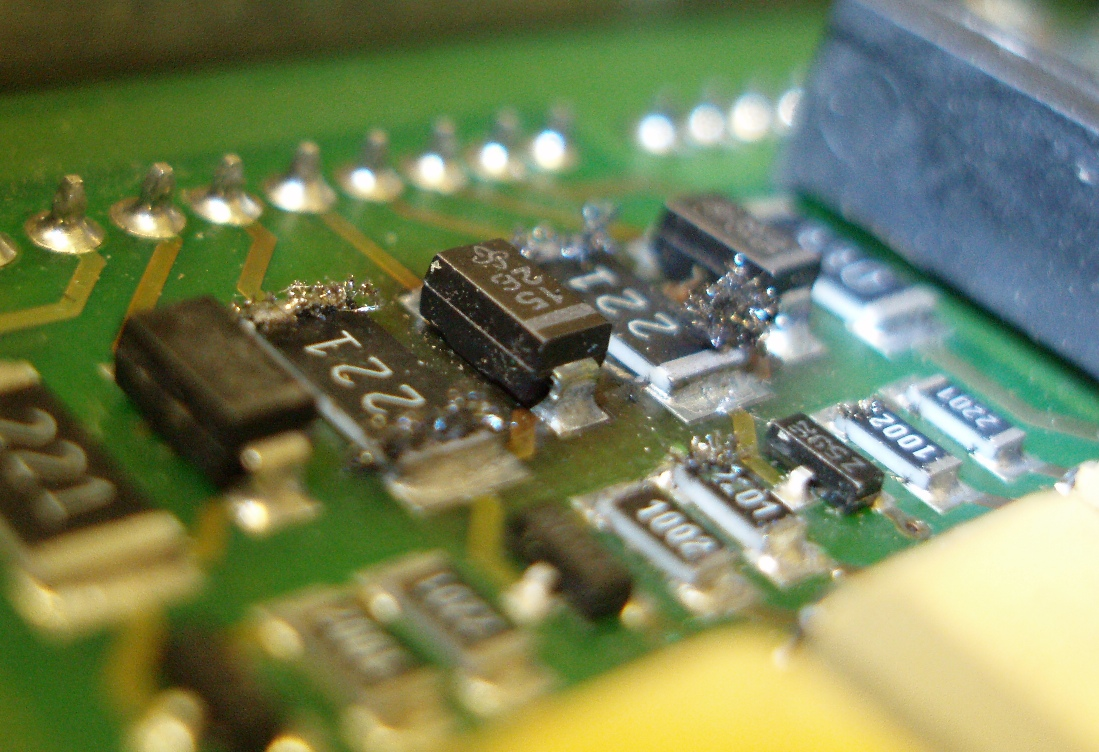
Morrhårsutväxt av silversulfid från ytmonterade resistorer.

Metallmorrhårning är en kristallin metallurgisk företeelse med spontana utväxter av små, filiforma hårstrån från en metallisk yta. Tennmorrhår uppmärksammades och dokumenterades i elektronikens vakuumrörsera tidigt på 1900-talet i utrustning som använde rent, eller nästan rent, tennlod i sin produktion. Det märktes att små metallhår eller rankor växte mellan metalllöddynor, vilket orsakade kortslutningar. Metallmorrhår bildas i närvaro av tryckspänning. Germanium, zink, kadmium och till och med blyhår har dokumenterats. Många tekniker används för att mildra problemet, som förändringar av glödgningsprocessen (uppvärmning och kylning), tillägg av element som koppar och nickel och införandet av konforma beläggningar. Traditionellt har bly tillsatts för att bromsa morrhårstillväxten i tennbaserade lödningar.
Efter direktivet om begränsning av farliga ämnen (RoHS) förbjöd EU från 2006 användningen av bly i de flesta elektroniska konsumentprodukter på grund av hälsoproblem förknippade med bly och problemet med "high-tech trash", vilket ledde till en ny fokusering på frågan om morrhårbildning i blyfria lödningar.  
Morrhår kan skapa stora problem i elektroniska apparater då de kan växa ut från komponenter och orsaka kortslutningar.

## Mekanism

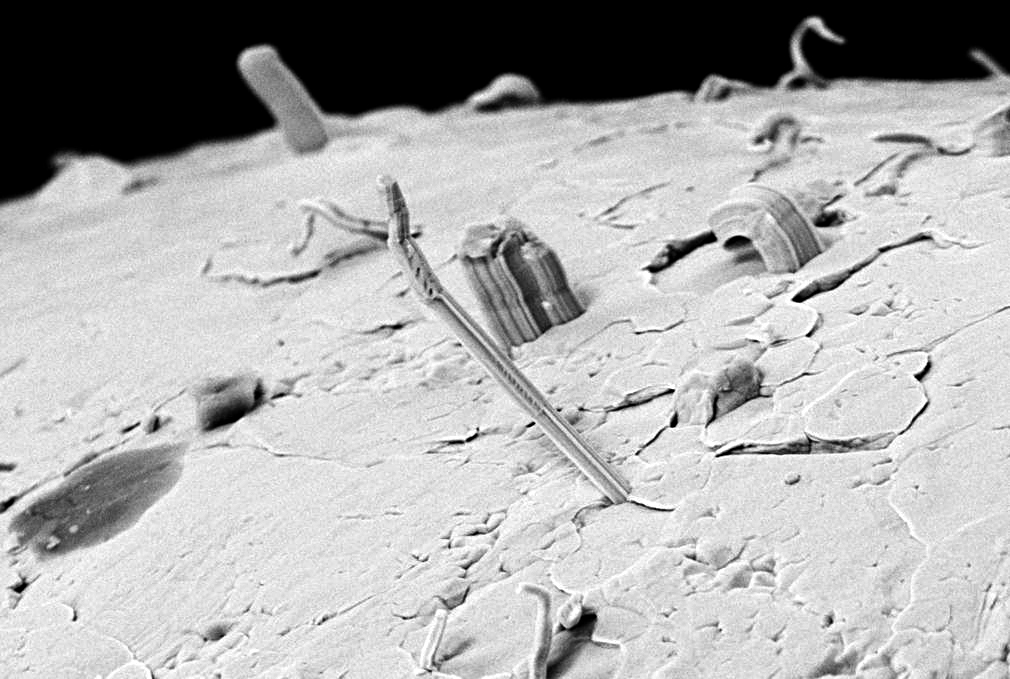
Mikroskopisk vy av tenn som används för att löda elektroniska komponenter, som visar en morrhår

Metallhårning är ett kristallint metallurgiskt fenomen som involverar spontan tillväxt av små, filiformiga hårstrån från en metallyta. Effekten ses i första hand på elementära metaller men förekommer även med legeringar.
Mekanismen bakom tillväxten av metallhår är inte väl förstådd, men verkar stödjas av kompressionsmekaniska spänningar, som energi som erhålls på grund av 
- elektrostatisk polarisering av metalltrådar i det elektriska fältet,[4][5]
- kvarvarande spänningar orsakade av elektroplätering,
- mekaniskt inducerade spänningar,
- spänningar som orsakas av diffusion av olika metaller,
- termiskt inducerade spänningar och
- töjningsgradienter i material.[6]

Metallhår skiljer sig från metalliska dendriter i flera avseenden. Dendriter är ormbunksformade och växer över metallens yta, medan metallhår är hårliknande och skjuter ut normalt mot ytan. Dendrittillväxt kräver fukt som kan lösa upp metallen i en lösning av metalljoner, som sedan omfördelas genom elektromigration i närvaro av ett elektromagnetiskt fält. Även om den exakta mekanismen för morrhårbildning förblir okänd, är det känt att morrhårbildning inte kräver vare sig upplösning av metallen eller närvaron av ett elektromagnetiskt fält.

## Effekter

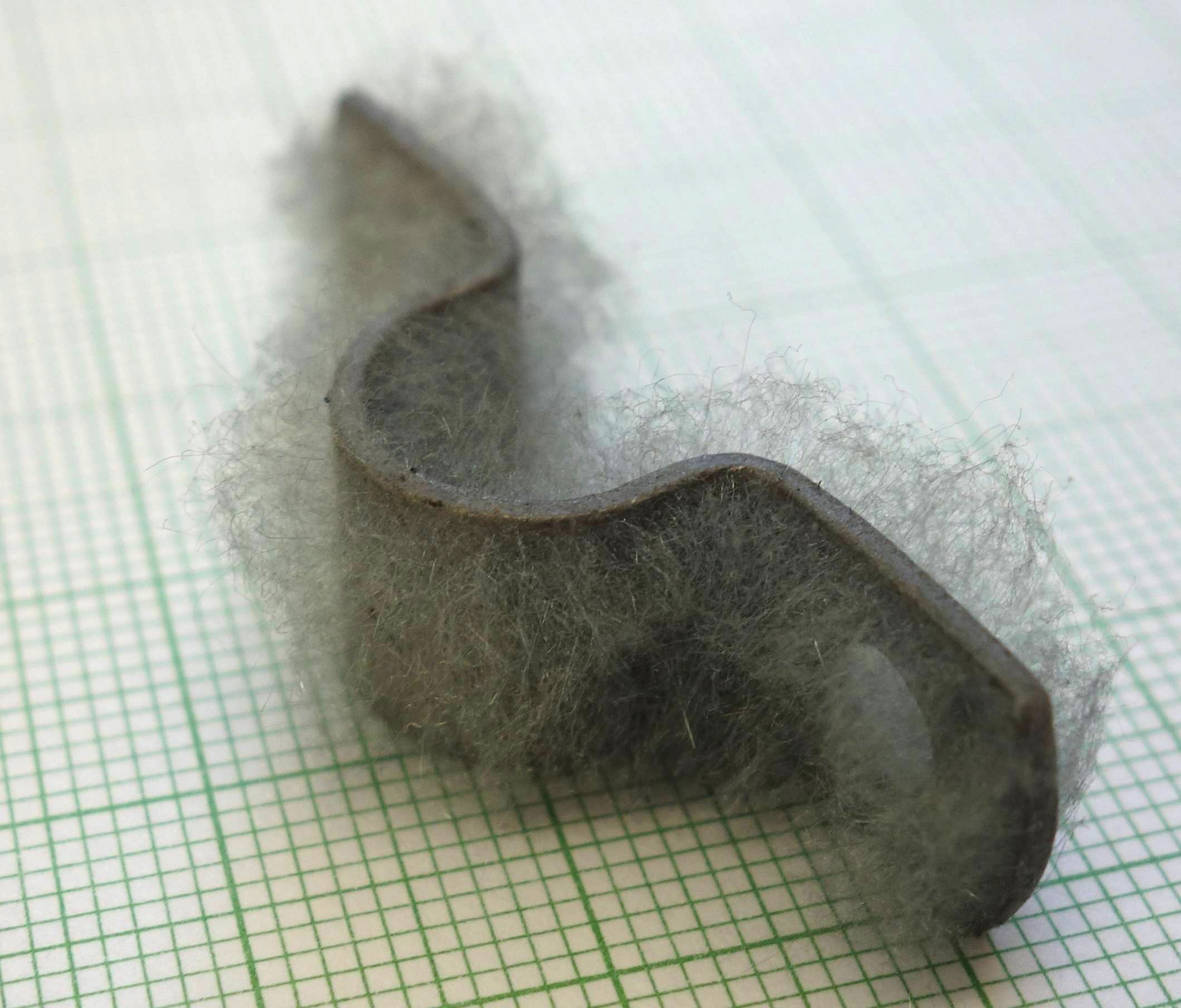
Flera mm långa zinkmorrhår på förzinkat stål

Morrhår kan orsaka kortslutningar och ljusbågar i elektrisk utrustning. Fenomenet upptäcktes av telefonbolag i slutet av 1940-talet och det visade sig senare att tillsatsen av bly till tennlod bidrog. Det europeiska direktivet om begränsning av farliga ämnen (RoHS), som trädde i kraft den 1 juli 2006, begränsade användningen av bly i olika typer av elektronisk och elektrisk utrustning. Detta har drivit fram användningen av blyfria legeringar med fokus på att förhindra bildning av morrhår. Andra har inriktats på utvecklingen av syrebarriärbeläggningar för att förhindra bildning av morrhår.
Luftburna zinkmorrhår har orsakat ökade systemfelfrekvenser i datorserverrum. Zinkmorrhår växer från galvaniserade (elektropläterade) metallytor i en hastighet av upp till en millimeter per år med en diameter på några mikrometer. Morrhår kan bildas på undersidan av elektropläterade zinkplattor på förhöjda golv. Dessa morrhår kan sedan bli luftburna i golvkammaren när plattorna störs, vanligtvis under underhåll. Morrhår kan vara tillräckligt små för att passera genom luftfilter och kan sätta sig inuti utrustningen, vilket resulterar i kortslutningar och systemfel.
Plåtmorrhår behöver inte vara luftburna för att skada utrustning, eftersom de vanligtvis redan växer direkt i miljön där de kan orsaka kortslutningar, det vill säga själva den elektroniska utrustningen. Vid frekvenser över 6  gigahertz eller i snabba digitala kretsar kan tennmorrhår fungera som miniatyrantenner, påverka kretsimpedansen och orsaka reflexer. I datordiskenheter kan de gå sönder och orsaka huvudkrascher eller lagerfel. Tennmorrhår orsakar ofta fel i reläer och har upptäckts vid undersökning av felfungerande reläer i kärnkraftsanläggningar. Pacemakers har återkallats på grund av tennmorrhår. Forskning har också identifierat ett speciellt felläge för tennmorrhår i vakuum (som i rymden), där i högeffektkomponenter kortslutande tennmorrhår joniseras till en plasma som kan leda hundratals ampere ström, vilket kraftigt ökar den skadliga effekten av kortslutningen. Den möjliga ökningen av användningen av rent tenn i elektronik på grund av RoHS-direktivet fick Joint Electron Device Engineering Council (JEDEC) och IPC elektroniska branschorganisation att ge ut en standard för testning av acceptans av tennmmorrhår och riktlinjer för mildrande praxis avsedda att hjälpa tillverkare att minska risken för tennmorrhår i blyfria produkter.
Silvermorrhår visas ofta i samband med ett lager av silversulfid, som bildas på ytan av elektriska kontakter av silver som arbetar i en atmosfär rik på vätesulfid och hög luftfuktighet. Sådan atmosfär kan finnas i avloppsreningsverk och pappersbruk.
Morrhår över 20  mikrometer (μm) i längd observerades på guldpläterade ytor och noterades i ett internt memorandum från NASA år 2003.
Effekterna av metallmorrhår krönikerades i History Channels program Engineering Disasters 19.

## Mildring och eliminering
Flera metoder används för att minska eller eliminera morrhårstillväxt, med pågående forskning inom området. 

### Konforma beläggningar
Konforma sammansatta beläggningar hindrar morrhåren från att penetrera en barriär, nå en närliggande avslutning och bilda en kortslutning.

### Ändrad pläteringskemi
Avslutande ytbehandlingar med nickel, guld eller palladium har visat sig eliminera bildning av morrhår i kontrollerade försök.

## Plåtmorrhår, exempel och incidenter

### Galaxy IV
Galaxy IV var en telekommunikationssatellit som inaktiverades och gick förlorad 1998 på grund av kortslutningar orsakade av tennmorrhår. Man trodde från början att rymdmiljön bidrog till felet, men senare upptäcktes det att en konform beläggning hade applicerats felaktigt, vilket gjorde att morrhår som bildades i den rena tennplätering kunde hitta vägen genom ett saknat datorbeläggningsområde, kauskontrollen. Tillverkaren, Hughes, har gått över till nickelplätering, i stället för tenn, för att minska risken för morrhårstillväxt. Avvägningen har varit en ökning av vikten, med 50 till 100 kg per nyttolast.

### Millstone kärnkraftverk
Den 17 april 2005 stängdes Millstones kärnkraftverk i Connecticut på grund av ett "falskt larm" som indikerade ett osäkert tryckfall i reaktorns ångsystem när ångtrycket faktiskt var nominellt. Det falska larmet orsakades av ett tennmorrhår som kortslutit logikkortet som ansvarar för övervakningen av ångtrycksledningarna i kraftverket.

### Toyotas gaspedalslägessensorer falskt positiva
I september 2011 hävdade tre NASA-utredare att de identifierade tennmorrhår på gaspedalens positionssensorer på provade Toyota Camry-modeller som kunde bidra till de "fastnad gaspedal"-krockar som påverkade vissa Toyotamodeller under 2005–2010. Detta motsäger en tidigare 10-månaders gemensam utredning av National Highway Traffic Safety Administration (NHTSA) och en stor grupp andra NASA-forskare som inte hittade några elektroniska defekter.
Under 2012 hävdade NHTSA: "Vi tror inte att tennmorrhår är en rimlig förklaring till dessa incidenter...[den troliga orsaken var] felanvändning av pedalen."
Toyota hävdar också att tennmorrhår inte var orsaken till några problem med gaspedalen som fastnat: "Med den amerikanska transportministern Ray LaHoods ord, "domen är inne. Det finns ingen elektroniskt baserad orsak till oavsiktlig höghastighetsacceleration i Toyotor. Period." Toyota uppger också att "deras system är primärt utformade för att minska risken att tennmorrhår bildas."